# Policristallo

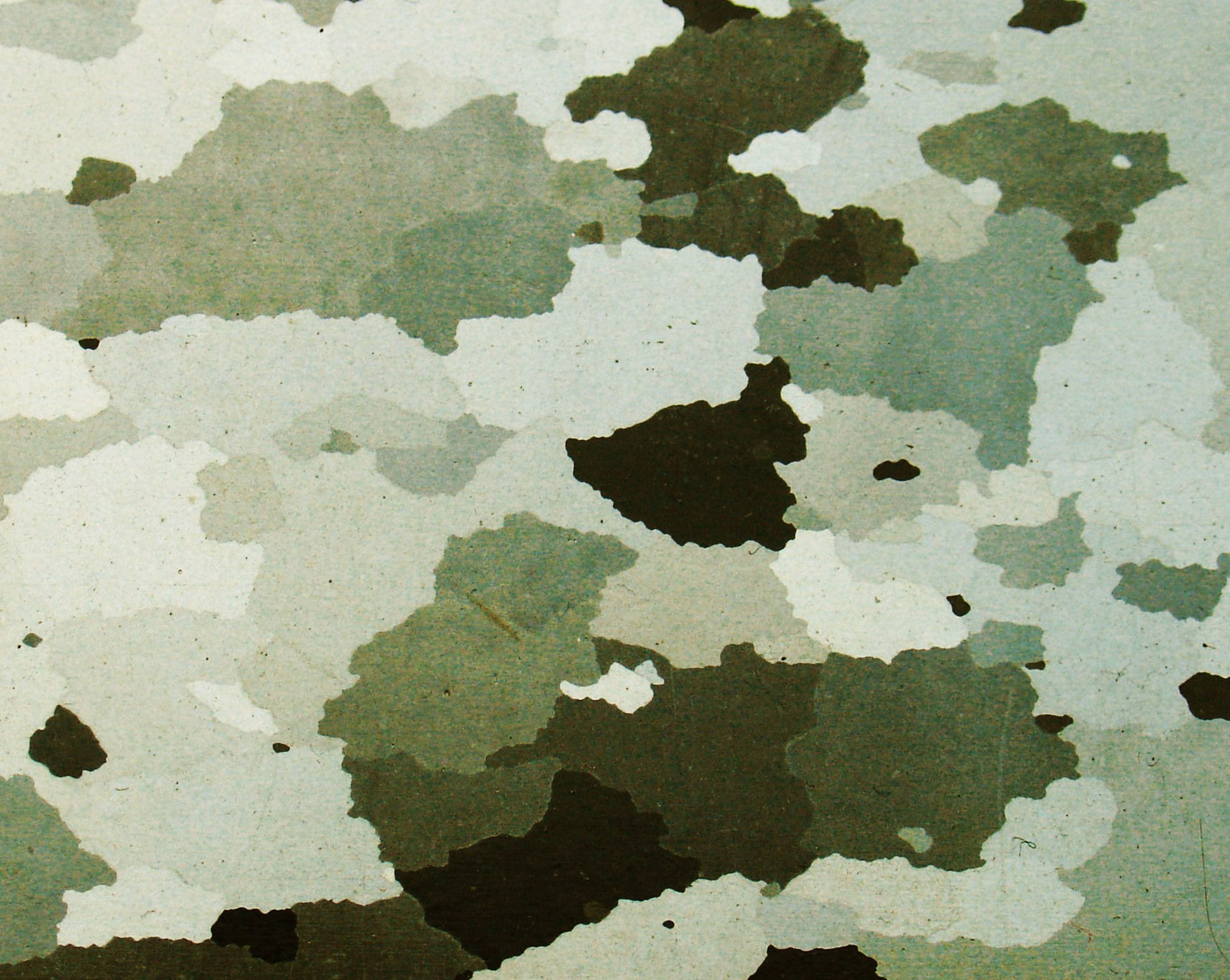
Una foto di ferro dolce (rivestimento rimosso) che mostra una struttura policristallina

I materiali policristallini sono solidi composti di molti piccoli cristalli, spesso microscopici, detti cristalliti, di varie dimensioni e orientazioni. La variazione nella direzione può essere casuale o direzionale, e può essere dovuta alla crescita e alle condizioni di lavorazione. La struttura fibrosa è un esempio di quest'ultima.
Quasi tutti i minerali comuni, i metalli e le ceramiche sono policristallini. I cristalliti in metallurgia sono spesso chiamati grani. Le interfacce tra un cristallite e l'altro sono conosciute come "bordi di grano".